# Cinarizina
Cinarizina é um vasodilatador cerebral, derivado da piperazina, que bloqueia os canais de cálcio. É um bloqueador dos receptores H1 da histamina. Usado no tratamento de vertigens, aterosclerose cerebral, cefaleias crónicas, alterações de memória, transtornos do sono ou diminuição da capacidade cognitiva.
Foi sintetizada pela primeira vez pela Janssen Pharmaceutica em 1955.

## Efeitos adversos
In a systematic review of the literature about cinnarizine- and flunarizine-associated movement disorders. The authors found one hundred seventeen reports containing 1920 individuals who developed an abnormal movement secondary to these drugs. The movement disorders encountered were parkinsonism, dyskinesias, akathisia, dystonia, myoclonus, extrapyramidal symptoms, tremors, bradykinesia, and myokymia.